# Veerakeralam
Veerakeralam é uma panchayat (vila) no distrito de Coimbatore, no estado indiano de Tamil Nadu.

## Demografia
Segundo o censo de 2001, Veerakeralam tinha uma população de 19,993 habitantes. Os indivíduos do sexo masculino constituem 51% da população e os do sexo feminino 49%. Veerakeralam tem uma taxa de literacia de 77%, superior à média nacional de 59.5%: a literacia no sexo masculino é de 82% e no sexo feminino é de 72%. Em Veerakeralam, 9% da população está abaixo dos 6 anos de idade.